# Стеріл Остін
Стеріл Честер Остін-молодший (англ. Staryl Chester Austin, Jr.; 16 вересня 1920, Кондон, Орегон, США — 1 січня 2015, Сейлем, там же) — американський військовий діяч, бригадний генерал ПС США.
Стеріл Остін народився у 1920 році в Орегоні. У складі Повітряних сил як пілот літака-винищувача він брав участь у Другій світовій та корейській війнах. Після початку холодної війни Остін був відкликаний у США, де обіймав низку важливих командних постів на рівні штату Орегон. Вийшовши у відставку у званні бригадного генерала, Остін отримав призначення на посаду директора Департаменту у справах ветеранів штату, яку він обіймав протягом трьох років. Після виходу на пенсію Остін понад 20 років продовжував займатися справами ветеранів і допомагав організації бойскаутів, не перериваючи зв'язків зі своїми бойовими товаришами. Він помер у 2015 році у віці 94 років.

## Біографія

### Молоді роки
Стеріл Честер Остін народився 16 вересня 1920 року у місті Кондон у штаті Орегон. Його батьком був Стеріл Честер Остін-старший (1891—1965), а матір'ю — Мейбл Жакінта, до шлюбу Макморріс (1898—1993). Пізніше сім'я переїхала у Бенд, а у 1929 у Сейлем. У 1938 році Остін закінчив Сейлемську середню школу.

### Друга світова війна
З раннього віку Стеріл цікавився авіацією й у 1941 році вступив на службу у Повітряний корпус Армії США. 23 вересня 1942 року його перевели у цивільну льотну програму ПС Армії США, де почав тренування на чотирьох різних типах літаків. 1 жовтня 1943 року Остін отримав звання другого лейтенанта, після чого він став інструктором на Republic P-47 Thunderbolt, перед відрядженням до Європи. Під час Другої світової війни Остін здійснив 58 бойових вильотів у складі 373-го винищувального крила 410-го винищувального ескадрону, який забезпечував підтримку з повітря наземних військ у Франції, Бельгії, Нідерландах і Німеччині, зокрема при Арденнській операції. Пізніше в інтерв'ю він зізнавався, що, пілотом P-47 Thunderbolt, не брав участі у повітряних «собачих» боях — «ми були, як правило, нижчими за 10000 футів… обстрілюючи все, що рухалося, вантажівки чи поїзди, роблячи все, що могло допомогти припинити постачання німецьким військам». Остін вважав себе щасливчиком і наголошував, що був мало не збитий 88-міліметровою німецькою зенітною артилерією, кулі якої «пройшли близько від носа мого літака».

### Служба після війни
Після закінчення війни Остін приєднався до ПС Національної гвардії у штаті Оклахома, де ще до війни вивчав авіаційну техніку. Він взяв участь у корейській війні, під час якої здійснював польоти на Republic F-84 Thunderjet, але пізніше був відкликаний до Франції, для роботи у НАТО під час холодної війни. Після повернення до США у 1953 році він вступив до ПС Національної гвардії штату Орегон і разом з сім'єю оселився у Портленді, у 1958 році отримав призначення до Військового департаменту Орегона та переїхав до Сейлу. Пізніше він обіймав посади льотного офіцера та начальника адміністративного відділу, а також командувача 142-м винищувальним крилом. У 1963 році він став бригадним генералом і призначений помічником генерал-ад'ютанта штату Орегон. У 1971 році під час звернення за юридичним висновком до генерального прокурора штату Орегон Лі Джонсону у Пендлтоні, Остін, як член Асоціації Елкс, заперечував використання конвенцій організації як засобу для расової дискримінації. Оскільки у члени ордену не приймали афроамериканців, Джонсон зазначив, що федеральне субсидування асоціації порушуватиме Акт про громадянські права 1964 року та, ймовірно, закон штату. У 1973 році Остін отримав призначення заступником генерал-ад'ютанта, протримавшись на цій посаді до своєї відставки.

### У відставці
Прослуживши 37 років в авіації, Остін вийшов у відставку у 1981 році та разом з полковником Джоном Барденом був присутній на параді на свою честь на авіабазі Портленд. Пізніше, 9 січня того ж року губернатор штату Орегон Віктор Атія призначив Остіна на посаду директора Департаменту у справах ветеранів штату Орегон, яку він обіймав до грудня 1984 року. Одним із завдань Остіна було спостереження за розподілом п'яти мільярдів доларів на будинки та фермерські програми кредитування, проте він постав перед фінансовими труднощами. Деякі з його зусиль щодо вирівнювання рівня бюджету, як-от підвищення процентних ставок за кредитами з плаваючою ставкою, зустріли опір, а у деяких випадках і подання позовів. Прихильники Стеріла, зокрема губернатор і скарбник штату, видали йому кредит для вжиття непопулярних заходів щодо підвищення фінансової складової програми. У статті «Associated Press» від 1984 року час перебування Остіна на посаді директора було описано, як «чотири бурхливі роки на одному з найпомітніших і найгарячіших владних постів у штаті».

### На пенсії
Після виходу з департаменту Остін на громадських засадах працював у Консультативному комітеті ветеранів при губернаторі та Раді директорів Центру допомоги ветеранам Орегону. Він лобіював інтереси ветеранів у Законодавчій асамблеї штату Орегон і на адміністративному рівні допомагав організації бойскаутів. У 2005 році він став національним віцепрезидентом Асоціації льотчиків «P-47 Thunderbolt», а 21 жовтня 2007 році введений у Зал авіаційної слави Орегону.

### Смерть і похорон
Стеріл Честер Остін-молодший помер 1 січня 2015 року у віці 94 років у Сейлемі. Він пережив свого брата Вільяма та сестер Жакінту Барнс і Розмарі Даунінг, залишивши після себе брата Чарльза. Похорон відбувся 10 січня на Національному цвинтарі «Вілламметт», а поминальна служба — у Першій християнській церкві Сейлема.

## Особисте життя
Був одружений з Жаклін Джадд Остін. У них народилися два сини: Стівен й Ендрю. Стеріл Остін був активним членом Першої християнської церкви Сейлема, любив сидіти з двома онуками Ендрю Ван-Де-Босом і Трейвором Остіном, а також читати журнали про літаки.

## Нагороди
За свою кар'єру Стеріл Остін був нагороджений Орденом Меча, медаллю «За видатні заслуги» ПС США, Орденом «Легіон заслуг», Повітряною медаллю з сімома дубовими листками, медаллю «За Європейсько-африкансько-близькосхідну кампанію» з чотирма зірками за службу.